# 韦拉特 (洛特省)
韦拉特（法語：Vaylats）是法国洛特省的一个市镇，属于卡奥尔区（Cahors）拉尔邦屈埃县（Lalbenque）。该市镇总面积26.37平方公里，2009年时的人口为263人。

## 人口
韦拉特人口变化图示